# Alberto Cárdenas
Alberto Cárdenas Jiménez (Zapotlán El Grande, 4 april 1958) is een Mexicaans politicus van de Nationale Actiepartij (PAN).
Cárdenas studeerde elektrotechniek in Ciudad Guzmán en Madrid. In 1992 werd hij verkozen tot burgemeester van zijn stad Ciudad Guzmán. Tot 1994 werd zijn thuisstaat Jalisco, zoals vrijwel alle andere staten, al decennialang geregeerd door de Institutioneel Revolutionaire Partij (PRI). Door de gasramp in Guadalajara, de moord op kardinaal Juan Jesús Posadas Ocampo en de economische crisis van 1994 verloor de PRI echter zoveel aan populariteit dat Cárdenas als eerste oppositiekandidaat tot gouverneur werd gekozen. Zijn termijn als gouverneur duurde tot 2001.
In 2003 werd hij door president Vicente Fox tot minister van Milieu en Natuurlijke Hulpbronnen benoemd. In 2005 deed hij binnen de PAN een gooi naar de kandidatuur voor de presidentsverkiezingen, doch hij werd in deze voorverkiezingen op enige afstand derde achter respectievelijk Felipe Calderón en Santiago Creel. In 2006 werd hij verkozen tot senator, maar trad vroegtijdig af om minister van landbouw te worden, een functie die hij behield tot 2009.
- Gemeinsame Normdatei: 1221984322
- International Standard Name Identifier: 0000 0000 3385 7888
- Library of Congress Control Number: n98061061
- Virtual International Authority File: 55929011
- WorldCat: E39PBJc3K7qtKkCcGHydJW94bd